# Missoula-Fluten

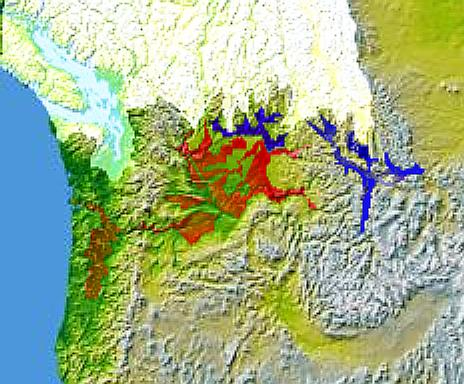
Glazialer See Missoula (rechts) und Columbia (links); Überschwemmte Gebiete sind rot koloriert

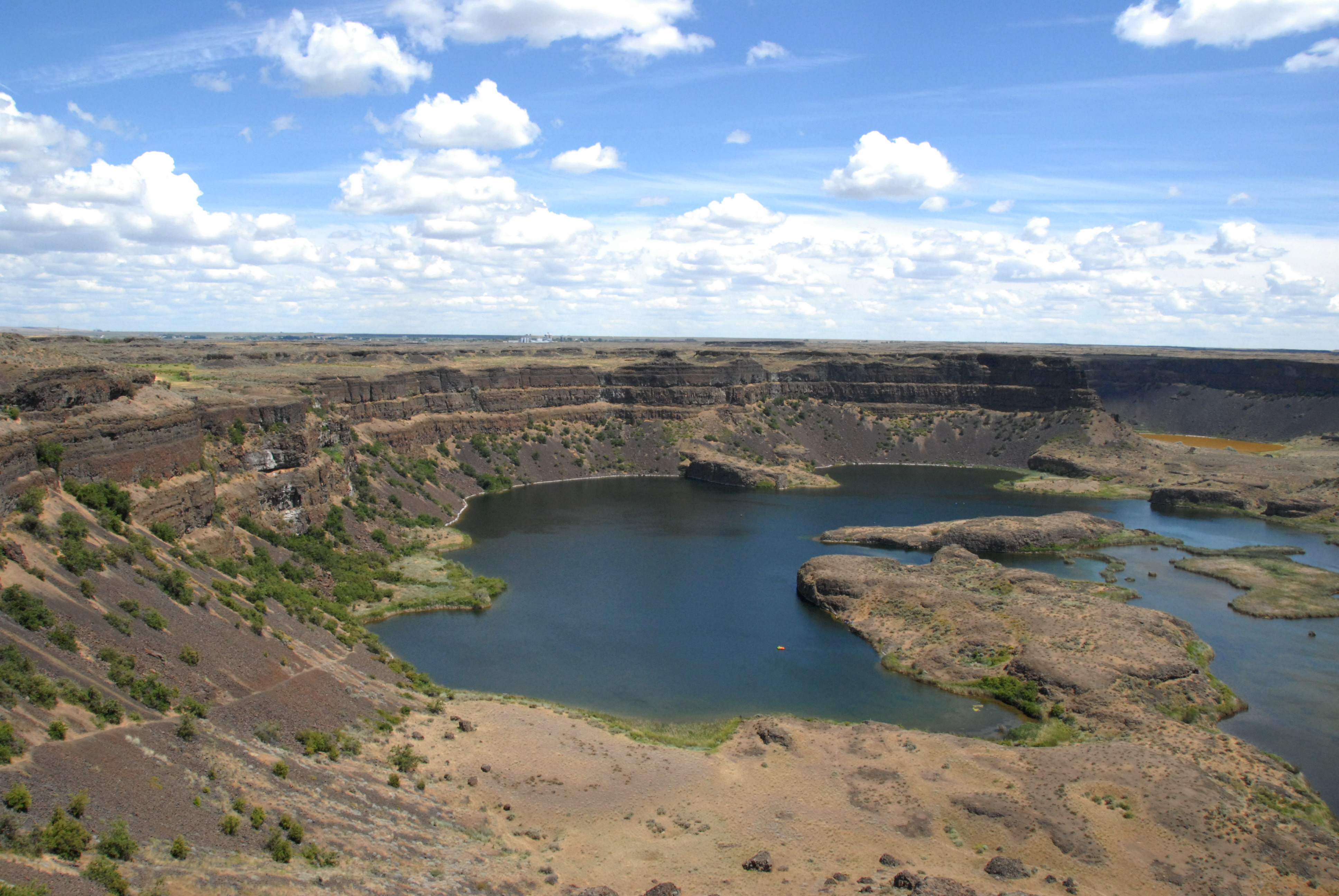
Dry Falls, durch die Missoula-Fluten gebildete ehemalige Wasserfälle

Die Missoula-Fluten, zum Teil auch als Spokane-Fluten bezeichnet, waren großflächige Megafluten, die sich am Ende der letzten Kaltzeit im Pazifischen Nordwesten Nordamerikas ereigneten. Sie sind die Folge des wiederholten katastrophischen Abflusses einer Reihe von Eisstauseen am Clark Fork. Diese Eisstauseen entstanden vor dem großen Eisschild des nordamerikanischen Inlandeises. Das Vordringen des Laurentidischen Eisschilds führte zum Aufstau großer Wassermengen, die einen Verbund von großen glazialen Seen bildeten, deren größter der Lake Missoula war.
Das Wasser suchte sich den Weg über Clark Fork und den Columbia River und überschwemmte das östliche Washington sowie das Tal Willamette Valley in West-Oregon. Die Fluten trugen den Boden innerhalb von Tagen bis auf das Felsgestein ab, schnitten sich tief in den harten Basalt des mächtigen Columbia-Flutbasalts ein und schufen eine besondere, karge Landschaft, die Channeled Scablands.
Geologen schätzen, dass sich die Überflutungen vor 15.000 bis 13.000 Jahren über zwei Jahrtausende hinweg etwa 40-mal wiederholten, mit jeweils ca. 55 Jahre langen Zwischenräumen, in denen sich der Lake Missoula wieder auffüllte.
Die Missoula-Fluten werden als Grundlage für die Fruchtbarkeit des Bodens im Willamette Valley angesehen.
Die Theorie der Missoula-Fluten wurde in den 1920er Jahren zuerst von J Harlen Bretz und Joseph Pardee formuliert.